# سیارک ۶۰۳۰
سیارک ۶۰۳۰ (به انگلیسی: 6030 Zolensky، نامگذاری:1981EG36) شش هزار و سیمین سیارک کشف شده‌است که در ۷ مارس ۱۹۸۱ کشف شد.
قدر مطلق سیارک برابر ۴۲.۶ است.